# Amor i sexe (pel·lícula de 1985)
Amor i sexe (títol original: Movers and Shakers) és una pel·lícula estatunidenca dirigida per William Asher, estrenada l'any 1985. Ha estat doblada al català.

## Argument
Un productor de Hollywood promet, al llit de mort, al seu millor amic que tirarà endavant un projecte basat en un llibre de gran èxit titulat "L'amor en el sexe". Per a això haurà de reunir un equip per confeccionar un guió i rodar la pel·lícula. Entrarà en contacte amb els més variats personatges, estrelles de la indústria cinematogràfica, histèrics i egocèntrics, que haurà de convèncer perquè s'impliquin.

## Repartiment
- Walter Matthau: Joe Mulholland
- Charles Grodin: Herb Derman
- Vincent Gardenia: Saul Gritz
- Tyne Daly: Nancy Derman
- Bill Macy: Sid Spokane
- Gilda Radner: Livia Machado
- Earl Boen: Marshall
- Michael Lerner: Arnie
- Joe Mantell: Larry
- William Príncep: Louis Martin
- Judah Katz: Freddie
- Peter Marc Jacobson: Robin
- Sam Anderson: Ray Berg
- Frances Bay: Betty Gritz
- Steve Martin: Fabio Longio
- Penny Marshall: Reva
- Luana Anders: Violeta